# 文庫
文庫（ぶんこ）とは、文書、図書を収蔵する書庫のことで、まとまった蔵書、コレクションのことをいう。さらに、それを所蔵・公開する図書館や、まとまった形態によって出版される叢書のこともいう。

## 概説

### 語源
この語は、書庫を意味する和語の「ふみくら」に対し、漢字のふみ（文）、くら（庫）の二字をあてた「文庫（ふみくら）」に由来する和製漢語である。書庫としての意味から転じ、後にはある邸宅や施設の中の書庫に収められた書籍のコレクションそのものおよびコレクションを収める施設を指す語として用いられるようになった。

### 中世・近世の文庫
中世では金沢北条氏の金沢文庫、足利学校の足利文庫などが有名な例である。近世には徳川将軍家の紅葉山文庫が名高く、その他、各藩の大名や藩校のもとには優れた文庫が存在した。

### 文庫から図書館に

#### 福沢諭吉『西洋事情』に見る文庫
福沢諭吉は著書の中でヨーロッパの図書館を、一般に公開された文庫として次のように紹介している。
西洋諸国の都府には文庫あり。「ビブリオテーキ」と云ふ。日用の書籍図書等より古書珍書にいたるまで萬国の 書皆備り、衆人来りて随意に之を読むべし。但し每日庫内にて読むのみにて家に持ち帰ることを許さず。ロンドンの 文庫には書籍八十萬卷あり。ペテルスブルグの文庫には九十萬卷、パリの文庫には百五十萬卷あり。文庫は政府に属するものあり、国中一般に属するものあり。外国の書は之を買び、自国の書は国中にて新たに出版する者よりその書一部を文庫へ納めしむ。—福沢諭吉、西洋事情 初編 巻之1「文庫」、
国内での出版物は1部を図書館に納めさせる納本制度のことにも触れている。

### 国立図書館の開設
国立国会図書館の源流である書籍館、国立公文書館に統合された総理府の内閣文庫などは、近世の文庫から引き継がれた蔵書を基礎としている。

### 私的コレクションから専門図書館に
近代以降では、有力者の私的なコレクションから出発した南葵文庫、静嘉堂文庫、東洋文庫、成簣堂文庫などが文庫の名を冠しつつ、近代的な専門図書館として改編された。
また、近代図書館活動の中では、「自動車文庫」、「学級文庫」、「子ども文庫」などというように、ある集団に対して開かれた蔵書群の比較的小規模なものを文庫ということがあり、特に図書館の外で有志が図書を収集し提供する小規模な図書館的な活動を「文庫活動」と呼ぶ。

### オンライン図書館
また、著作権が消滅した文学作品を収集・公開しているインターネット上の電子図書館に青空文庫がある。

## 「文庫」にまつわる話題
なお、「金沢文庫」は、横浜市金沢区にある施設名から転じて周辺の地名となったが、さらに単に「文庫」と略して、金沢文庫駅やその周辺の地域を指すことがある。